# حامد الغامدي (لاعب كرة قدم سعودي)
حامد الغامدي لاعب كرة قدم سعودي ، يلعب في مركز وسط هجومي في نادي الاتفاق .

## روابط خارجية
- حامد الغامدي على موقع قاعدة بيانات كرة القدم.إي يو (الإنجليزية)
- حامد الغامدي على موقع ناشيونال فوتبول تيمز (الإنجليزية)
- حامد الغامدي على موقع Soccerway.com (الإنجليزية)